# STS-3
STS-3 (ang. Space Transportation System) – trzeci (z czterech) doświadczalnych lotów wahadłowca kosmicznego Columbia.

## Załoga
źródło
- Jack R. Lousma (2)* – dowódca (CDR)
- Ch. Gordon Fullerton (1) – pilot (PLT)

*(liczba w nawiasie oznacza liczbę lotów odbytych przez każdego z astronautów)
Członkowie załogi misji STS-4 byli załogą rezerwową:
- Thomas K. Mattingly (1) – dowódca
- Henry W. Hartsfield (0) – pilot

## Parametry misji
- Masa:
  - startowa orbitera: 106 782 kg
  - lądującego orbitera: 93 924 kg
  - ładunku: 10 301 kg
- Perygeum: 241 km
- Apogeum: 249 km
- Inklinacja: 38,0°
- Okres orbitalny: 89,4 min

## Przygotowania
- OPF – 26 listopada 1981
- VAB – 3 lutego 1982
- Platforma startowa 39A – 16 lutego 1982

## Cel misji
Trzeci doświadczalny lot wahadłowca, pierwsze próby manipulatora RMS.

## Misja[3]
Był to trzeci lot Columbii. Podczas wznoszenia się promu jeden z trzech pomocniczych układów zasilających, który dostarczał energię do systemu hydraulicznego układu kierowania ruchami wahadłowca, uległ przegrzaniu i został wyłączony. Okazało się, że jego system chłodzenia zamarzł. W czasie powrotu wszystkie trzy układy działały normalnie.
W STS-3 zrealizowano bardziej złożone zadania niż w czasie dotychczasowych lotów. Badano zachowanie się Columbii w czasie wznoszenia się na orbitę, na samej orbicie i w okresie powrotu przez atmosferę w bardziej surowych warunkach niż uprzednio. Podczas ekspedycji zrealizowano dziewiętnaście eksperymentów, a zestaw aparatury badawczej w luku nosił nazwę „OSS 1”. Całkowita masa aparatury doświadczalnej wyniosła prawie 10 000 kg. Eksperymenty przeprowadzone na pokładzie STS-3 dotyczyły fizyki plazmy ośrodka okołoziemskiego, fizyki Słońca, astronomii, bioastronautyki i technologii kosmicznej. Do głównych celów misji należało: dalsze sprawdzanie ramienia RMS oraz testy wytrzymałości termicznej – poprzez długotrwałe ustawienia orbitera pod różnym kątem względem Słońca. Przeprowadzono całą serię prób wykonanego w Kanadzie manipulatora RMS. Testy polegały na przenoszeniu zestawu o masie około 160 kg, przeznaczonego do diagnostyki plazmy ośrodka, w którym poruszała się Columbia. Podczas dłuższego niż poprzednio pobytu na orbicie można było przebadać charakterystyki cieplne wahadłowca i jego układów. Przeprowadzono w tym celu testy przy różnym usytuowaniu Columbii: ogonem w stronę Słońca, lukiem w jego kierunku, lukiem ku przestrzeni kosmicznej i przodem do padających promieni słonecznych. W czasie tych prób z powodzeniem uruchamiano silniki rakietowe układu sterowania usytuowaniem wahadłowca.
Lot zakończył się pełnym sukcesem. Na 203 szczegółowe czynności testowe i badawcze zrealizowano 202. Nie udało się wykonać pomiarów skażenia otaczającego środowiska. Również koordynacja czynności załogi wahadłowca, działania aparatury i współpracy z Ośrodkiem Kontroli Przebiegu Doświadczeń w Houston okazała się bardzo dobra. Lot był zaplanowany na tydzień, lecz został wydłużony o jeden dzień z powodu złych warunków pogodowych na Ziemi. Następnego dnia Columbia bez problemu wylądowała w Bazie White Sands w Nowym Meksyku – było to jedyne lądowanie w bazie w całej historii wahadłowców. Był to także ostatni lot NASA, do którego trenowała załoga rezerwowa.